# Milan Dudić
Milan Dudić (cyr. Милан Дудић, 1 listopada 1979 w Kraljevie) – piłkarz serbski grający na pozycji środkowego obrońcy.

## Kariera klubowa
Dudić pochodzi z miasta Kraljevo. Piłkarską karierę rozpoczął w tamtejszym klubie Magnohrom Kraljevo i w 1995 roku zadebiutował w trzeciej lidze. Następnie w co rok zmieniał klub. W 1996 roku przeszedł do Bane Raška, a w sezoine 1997/1998 był zawodnikiem Slogi Kraljevo. W 1998 roku przeszedł do FK Komgrap z Belgradu, ale już po pół roku został piłkarzem drugoligowego FK Čukarički. Tam wywalczył miejsce w podstawowym składzie i w 1999 roku uzyskał awans do pierwszej ligi. W 2000 roku zajął z tym klubem 6. pozycję, najwyższą w historii zespołu. W Čukaričkim występował do końca 2001 roku i rozegrał 80 spotkań ligowych, w których strzelił 5 goli.
Na początku 2002 roku Dudić przeszedł do jednego z czołowych klubów w kraju, FK Crvena zvezda. W tym samym roku zdobył Puchar Jugosławii, a także został wicemistrzem kraju. Ten drugi sukces powtórzył rok później, a w 2004 roku zdobył kolejny puchar i po raz pierwszy w karierze wywalczył tytuł mistrza Serbii i Czarnogóry. W 2005 roku znów został wicemistrzem, a w 2006 roku zdobył dublet. Dla „Czerwonej Gwiazdy” zagrał 115 razy i zdobył 11 bramek.
Latem 2006 Dudić został sprzedany za milion euro do austriackiego Red Bull Salzburg. W Bundeslidze zadebiutował 19 lipca w wygranym 3:0 wyjazdowym meczu z SV Ried. W Red Bull stał się członkiem wyjściowej jedenastki, a w 2007 roku zdobył mistrzostwo Austrii. Z kolei w 2008 roku został wicemistrzem kraju. W 2010 roku ponownie wywalczył mistrzostwo kraju.
W 2011 roku Dudić przeszedł do Sturmu Graz. W 2014 zakończył karierę.
| Sezon   | Klub               | Kraj                | Rozgrywki  | Mecze | Bramki |
| ------- | ------------------ | ------------------- | ---------- | ----- | ------ |
| 1995/96 | Magnohrom Kraljevo | Jugosławia          | 3. liga    | 15    | 0      |
| 1996/97 | Bane Raška         | Jugosławia          | 3. liga    | 14    | 2      |
| 1997/98 | Sloga Kraljevo     | Jugosławia          | 3. liga    | 21    | 0      |
| 1998/99 | FK Komgrap         | Jugosławia          | 3. liga    | 9     | 0      |
| 1998/99 | FK Čukarički       | Jugosławia          | 2. liga    | 14    | 0      |
| 1999/00 | FK Čukarički       | Jugosławia          | Super liga | 23    | 2      |
| 2000/01 | FK Čukarički       | Jugosławia          | Super liga | 29    | 3      |
| 2001/02 | FK Čukarički       | Jugosławia          | Super liga | 14    | 0      |
| 2001/02 | FK Crvena zvezda   | Jugosławia          | Super liga | 3     | 0      |
| 2002/03 | FK Crvena zvezda   | Jugosławia          | Super liga | 26    | 3      |
| 2003/04 | FK Crvena zvezda   | Serbia i Czarnogóra | Super liga | 23    | 3      |
| 2004/05 | FK Crvena zvezda   | Serbia i Czarnogóra | Super liga | 23    | 1      |
| 2005/06 | FK Crvena zvezda   | Serbia i Czarnogóra | Super liga | 28    | 3      |
| 2006/07 | Red Bull Salzburg  | Austria             | Bundesliga | 30    | 2      |
| 2007/08 | Red Bull Salzburg  | Austria             | Bundesliga | 20    | 1      |
| 2008/09 | Red Bull Salzburg  | Austria             | Bundesliga | 9     | 1      |
| 2009/10 | Red Bull Salzburg  | Austria             | Bundesliga | 13    | 1      |
| 2010/11 | Red Bull Salzburg  | Austria             | Bundesliga | 14    | 2      |
| 2011/12 | Sturm Graz         | Austria             | Bundesliga | 21    | 0      |
| 2012/13 | Sturm Graz         | Austria             | Bundesliga | 23    | 1      |
| 2013/14 | Sturm Graz         | Austria             | Bundesliga | 5     | 0      |

## Kariera reprezentacyjna
W reprezentacji Jugosławii Dudić zadebiutował 28 czerwca 2001 roku w przegranym 0:2 spotkaniu Kirin Cup z Paragwajem. W 2006 roku Ilija Petković powołał Dudicia na Mistrzostwa Świata w Niemczech. Tam wystąpił we dwóch spotkaniach grupowych Serbów: przegranych 0:6 z Argentyną oraz 2:3 z Wybrzeżem Kości Słoniowej.